# Антон Август Генріх Ліхтенштейн
Антон Август Генріх Ліхтенштейн (25 серпня 1753, Гельмстедт — 17 лютого 1816, Гельмстедт) — німецький зоолог, батько Мартіна Гінріха Карла Ліхтенштейна (1780—1857).
Він вивчав теологію, філософію, природознавство та сходознавство в Гельмштадті, Геттінгені та Лейпцигу. З 1782 року був ректором Академічної школи Йоганум у Гамбурзі. У 1794 році також отримав посаду міського бібліотекаря. Пізніше він переїхав до Гельмстедтського університету, де займав посаду професора теології (1798—1810) та грецької мови (1804—1810).
Він є автором зоологічний монографій Catalogus Rerum Naturalium Rarissimarum (1793) і Catalogus Musei zoologici ditissimi Hamburgi (1796), а також сприяв написанню Natursystem der ungeflügelten Insekten Йогана Фрідріха Вільгельма Гербста (1797).